# Farish Carter Tate

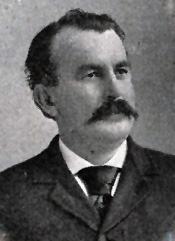
Farish Carter Tate

Farish Carter Tate (* 20. November 1856 in Jasper, Georgia; † 7. Februar 1922 ebenda) war ein US-amerikanischer Jurist und Politiker. Zwischen 1893 und 1905 vertrat er den Bundesstaat Georgia im US-Repräsentantenhaus.

## Werdegang
Farish Tate war Mitglied der einflussreichsten Familie im Pickens County, nach der die Stadt Tate benannt wurde und die dort die Georgia Marble Company gründete. Er besuchte die öffentlichen Schulen seiner Heimat und das North Georgia Agricultural College in Dahlonega. Nach einem anschließenden Jurastudium und Jahr 1880 erfolgten Zulassung als Rechtsanwalt begann er in Jasper in diesem Beruf zu arbeiten.
Politisch wurde Tate Mitglied der Demokratischen Partei. Zwischen 1882 und 1887 saß er als Abgeordneter im Repräsentantenhaus von Georgia. In den Jahren 1884 bis 1887 sowie nochmals von 1890 bis 1892 war er Mitglied im Staatsvorstand seiner Partei. 1888 war er Delegierter auf dem regionalen demokratischen Parteitag seines Heimatstaates. Bei den Kongresswahlen des Jahres 1892 wurde Tate im neunten Wahlbezirk von Georgia in das US-Repräsentantenhaus in Washington, D.C. gewählt, wo er am 4. März 1893 die Nachfolge von Thomas E. Winn antrat. Nach fünf Wiederwahlen konnte er bis zum 3. März 1905 sechs Legislaturperioden im Kongress absolvieren. In diese Zeit fiel der Spanisch-Amerikanische Krieg. Damals kamen auch die Philippinen und Hawaiʻi unter amerikanische Verwaltung.
Im Jahr 1904 wurde Tate von seiner Partei nicht mehr für eine weitere Legislaturperiode nominiert. Zwischen 1905 und 1913 war er als Nachfolger von Edgar A. Angier Bundesstaatsanwalt für den nördlichen Teil des Staates Georgia. Anschließend arbeitete er wieder als Rechtsanwalt. Farish Tate starb am 7. Februar 1922 in seinem Geburtsort Jasper.